# Nyetnops buruti
Espèce
Nyetnops buruti est une espèce d'araignées aranéomorphes de la famille des Caponiidae.

## Distribution
Cette espèce est endémique du Mato Grosso do Sul au Brésil,. Elle se rencontre vers Dois Irmãos do Buriti.

## Description
Le mâle holotype mesure 5,9 mm.

## Étymologie
Son nom d'espèce lui a été donné en référence au lieu de sa découverte, Dois Irmãos do Buriti.

## Publication originale
- Sánchez-Ruiz, Brescovit & Bonaldo, 2020 : Revision of the spider genus Nyetnops Platnick & Lise (Araneae: Caponiidae) with proposition of the new genus Nopsma, from Central and South America. Zootaxa, no 4751(3), p. 461-486.